# فیر اوکس رنچ (تگزاس)
فیر اوکس رنچ، تگزاس (به انگلیسی: Fair Oaks Ranch, Texas) یک شهر در ایالات متحده آمریکا با جمعیت ۴٬۶۹۵ نفر است که در تگزاس واقع شده‌است.